# Tegecoelotes michikoae
Tegecoelotes michikoae là một loài nhện trong họ Amaurobiidae.
Loài này thuộc chi Tegecoelotes. Tegecoelotes michikoae được miêu tả năm 1977 bởi Nishikawa.